# The Haunted Hotel (film 1918)
The Haunted Hotel è un cortometraggio muto del 1918 diretto da Fred Rains, terzo titolo di una serie di comiche, le Kinakature Comedies.

## Produzione
Il film fu prodotto dalla Hagen & Double.

## Distribuzione
Distribuito dalla Hagen & Double, il film - un cortometraggio in una bobina - uscì nelle sale cinematografiche britanniche nel maggio 1918.